# Karl Socher
Karl Socher (* 19. Juli 1928) ist ein österreichischer Ökonom und emeritierter Professor am Institut für Wirtschaftstheorie, -politik und -geschichte an der Universität Innsbruck. Seine Forschungsschwerpunkte umfassen wirtschafts- und ordnungspolitische Fragen sowie deren theoretische Grundlagen und institutionelle Ausprägungen.

## Leben

### Ausbildung
Karl Socher besuchte von 1940 bis 1943 die Schule "Schloss Salem", die einzige höhere Schule in Deutschland, die nicht den Nationalsozialisten unterstand und sich durch ein besonderes pädagogisches Konzept – angelehnt an englische Eliteschulen – auszeichnete. 1943 wurde er als FLAK-Helfer in Innsbruck-Kranebitten eingezogen. 1947 schloss Karl Socher die Oberschule für Jungen, das Akademische Gymnasium Innsbruck, mit der Matura ab, bevor er 1948 auch an der Handelsakademie Innsbruck maturierte. Anschließend studierte er Staatswissenschaften an den Universitäten Innsbruck und Wien, wo er 1953 zum Dr. rer. pol. mit einer Dissertation über Geldtheorie promovierte.

### Berufstätigkeit und akademische Laufbahn
Nach seiner Promotion war Karl Socher in mehreren Organisationen als Volkswirt tätig. Von 1953 bis 1960 im Österreichischen Institut für Wirtschaftsforschung als Referent für Währung, Geld- und Kapitalmarkt. Von 1961 bis 1964 arbeitete er in der Volkswirtschaftlichen Abteilung der Deutschen Bundesbank in der Konjunkturforschung, wobei er zeitweise Konsulent der OECD war. Anschließend war er bis 1970 im Bundesministerium für Finanzen bei den Finanzministern Wolfgang Schmitz und Stephan Koren tätig, bevor er bis 1973 in der Wirtschaftspolitischen Abteilung der Kammer der Gewerblichen Wirtschaft (heute: Wirtschaftskammer Österreich) arbeitete. Im Zeitraum von 1955 bis 1973 wurde er mehrfach als Experte in verschiedene Arbeitsgruppen der OECD, EWG, Europarat und ECE sowie als Konsulent der Österreichischen Nationalbank berufen.
Bereits 1957/58 hatte er ein Rockefeller-Stipendium für die Universitäten Harvard, Columbia und Stanford erhalten, das seiner wissenschaftlichen Weiterbildung diente. Mit einer Arbeit über die Koordination des Einsatzes geld- und finanzpolitischer Instrumente habilitierte er sich 1972 an der Universität Wien und wurde 1973 an die Universität Innsbruck als O. Univ.-Professor für Politische Ökonomie berufen. 1985 bis 1988 war er Dekan der Sozial- und Wirtschaftswissenschaftlichen Fakultät.
Karl Socher initiierte die Gründung des Südtiroler Wirtschaftsforschungsinstituts im Jahr 1982 und 1986 initiierte er die Gründung des Universitätslehrganges für Tourismus der SoWi-Fakultät der Universität Innsbruck. Außerdem war er Mitbegründer der Hochschule für Tourismus in der Mongolei. Er übte Gastprofessuren an der Universität Straßburg aus, hielt Gastvorträge an mehreren in- und ausländischen Universitäten und engagierte sich von 1979 bis 1984 mit Lehrtätigkeiten in BWL-Diplomstudien für Südtiroler im Rahmen des Südtiroler Bildungswerkes. 2000 war er Gründungsmitglied des „CSI – Center for the Studies of International Institutions“ der Sozial- und Wirtschaftswissenschaftlichen Fakultät der Universität Innsbruck und übernahm die Wissenschaftliche Leitung. Seit dem Wintersemester 1996 ist er Professor Emeritus der Sozial- und Wirtschaftswissenschaftlichen Fakultät der Universität Innsbruck.

### Beratungs- und Expertentätigkeit
Karl Socher erbrachte während seines Berufslebens zahlreiche Transferleistungen für Wirtschaft, Politik und Gesellschaft. So war er von 1980 bis 1985 Wirtschaftspolitischer Berater der Südtiroler Sozialpartner in Fragen des „Landesentwicklungsprogramms“ und arbeitete bei der Erstellung des Tiroler Tourismuskonzeptes II mit (1980 ff.). Über viele Jahre war er Vorsitzender der Arbeitsgruppe Budgetpolitik des Beirats für Wirtschafts- und Sozialfragen, die u. a. Budgetvorschauen erarbeitete. Er war Mitglied sowohl im wirtschaftspolitischen Rat der ÖVP als auch im Beirat des Bundesministeriums für Finanzen, ebenso des Beirats des Instituts für Verkehr und Tourismus und des Beirats des Sparkassenforschungsinstituts Innsbruck.

### Ehrungen
2003 wurde Karl Socher das Verdienstkreuz des Landes Tirol verliehen.

## Forschungsschwerpunkte und Kerngedanken

### Lehr- und Forschungsschwerpunkte
Karl Sochers Lehr- und Forschungsschwerpunkte sind wirtschafts- und ordnungspolitische Fragen mit ihren theoretischen Grundlagen und institutionellen Rahmenbedingungen, insbesondere die Ökonomik von Geld, Währung und Banken, die regionale und globale Integrationspolitik sowie die Tourismusökonomik.

### Kerngedanken
Karl Socher betont die gesellschaftlichen Vorteile einer marktwirtschaftlichen Wirtschaftsordnung. Er konkretisiert die Voraussetzung guter institutioneller Rahmenbedingungen, eine langfristig orientierte und konsequent koordinierte Wirtschaftspolitik zur Stabilisierung der Rahmenbedingungen und regulatorische Vorkehrungen, um Marktversagen zu korrigieren und Krisen zu verhindern. So schlägt er z. B. die Einführung eines Trennbankensystems als Schutz vor Finanz- und Bankenkrisen vor. Die Koordinierung der geld- und finanzpolitischen Instrumente ist für eine Stabilisierung der wirtschaftlichen Entwicklung, die Vermeidung einer hohen Staatsverschuldung und die Zähmung von Inflation notwendig. Sozialpolitische Maßnahmen sind unverzichtbarer Teil marktwirtschaftlicher Ordnungen, sollten jedoch nicht die Anreize für die Eigenverantwortung von Menschen beeinträchtigen. Ihre positiven Wirkungen sind dann am stärksten, wenn sie stimmig in ein wirtschaftspolitisches Konzept eingebunden sind.
Die Verbindungslinien zwischen Realwirtschaft und monetären Sektor analysiert Karl Socher in zahlreichen Arbeiten, z. B. die disziplinierenden und strukturellen Wirkungen einer Hartwährungspolitik, die monetären Ursachen von Inflation sowie die Auswirkungen einer Währungsunion von heterogenen Staaten. In der Integrationspolitik fordert er nicht nur die ökonomisch begründete Berücksichtigung von dezentralen und subsidiären Lösungen, sondern vor allem die Differenzierung der Integrationsgeschwindigkeit und die optimale Allokation von Aufgaben.
In seinen tourismusökonomischen Arbeiten fokussierte er sich auf die Maßnahmen zur Förderung des Wirtschaftswachstums und des Aufbaus des Tourismus in Entwicklungs- und Schwellenländern.
Karl Socher hat seine Forschungsfragen auch in wirtschaftshistorischen Analysen sowie für internationale Zusammenhänge erörtert.

## Publikationen (Auswahl)
- Die Einkommenstheorie des Geldes, Universität Wien, 1953 (unveröffentlicht)
- The Supply of Capital Funds for Industrial Development, Austria, zusammen mit E. John, veröffentlicht von der OEEC, Paris 1957, S. 5–34
- Die Umlaufsgeschwindigkeit des Geldes in Österreich, Beilage Nr. 58 zu den Monatsberichten des Österreichischen Instituts für Wirtschaftsforschung, Wien, Feber 1959, S. 17
- Inflation und Inflationsbekämpfung in Österreich seit 1945, zusammen mit W. Weber, in: Stabile Preise in wachsender Wirtschaft (E. Schneider-Festschrift), herausgegeben von G. Bombach, Tübingen 1960, S. 51–74
- Probleme der längerfristigen Budgetpolitik, in: Wirtschaftspolitische Blätter, Wien 1965, Nr. 2, S. 115–117
- Geldwertänderungen in längerfristigen Budgetprognosen, in: Finanzarchiv, Band 25, Heft 1, Tübingen 1966, S. 30–40
- Die Struktur des Kreditwesens, „Bundesrepublik Deutschland“, „Österreich“, „Schweiz“, in: Funktionen des Kreditwesens, herausgegeben von J. Uher, Schriftenreihe der Österreichischen Bankwissenschaftlichen Gesellschaft, Wien 1967, Heft XXVII, S. 26–34, 88–108
- Utilization of Savings, Austria, in: Capital Markets Study, herausgegeben von der OECD, Paris 1967, S. 59–83
- Koordination des Einsatzes geld- und finanzpolitischer Instrumente, Berlin 1971, Volkswirtschaftliche Schriften Heft 172, 140 S. (Habilitationsschrift)
- Monetary Policy in Austria, in: Monetary Policy in Industrialized Countries, Sammelband der Federal Reserve Bank of Boston, herausgegeben von K. Holbik, Boston 1973, S. 1–38
- Kapitel Währung und Banken in Cisleithanien, zusammen mit E. März, in: Geschichte der Habsburger Monarchie 1848–1918, herausgegeben von der Kommission für die Geschichte der österreichisch-ungarischen Monarchie der Österreichischen Akademie der Wissenschaften, Wien 1973, S. 323–368
- Österreichische Währungspolitik, in: Zeitschrift für das gesamte Kreditwesen, Frankfurt/Main 1974, 27. Jg., Heft 21, S. 971–974
- Gesamtwirtschaftliche Folgen eines hohen Verschuldungsgrades, in: Wirtschaftspolitische Blätter, Wien 1976, Nr. 1, S. 17–24
- The experience with floating exchange rates in Austria, in: The Economics of Flexible Exchange Rates, Beihefte zu: Kredit und Kapital, edited by Helmut Frisch and Gerhard Schwödiauer, Berlin-München 1980, Heft 6
- Vom Austro-Keynesianismus zum Austro-Monetarismus, in: Wirtschaftspolitische Blätter, Wien 1982, Heft 3
- Geldpolitik und Gesellschaftsordnung, in: Marktwirtschaft und Gesellschaftsordnung (Schmitz-Festschrift), herausgegeben von Alfred Klose und Gerhard Merk; Berlin 1983, S. 65–76
- Zur Frage der verfassungsrechtlichen Verankerung der Oesterreichischen Nationalbank, in: Österreichisches Bank-Archiv, Wien 1983, 31. Jg., Heft 11, S. 424–428
- Der Fremdenverkehr in der ökonomischen Theorie, in: Wirtschaftspolitische Blätter, Wien 1985, Heft 5, S. 398–406
- Ausweitung der Demokratie ist der falsche Weg zur besseren Problemlösung. Mehrheit terrorisiert Minderheiten, in: Profil Nr. 21, Wien, 20.5.1985, S. 24f.
- Tourism in the theory of international trade and payments, Revue de Tourisme, Bern-St. Gallen 1986, No. 3, S. 24–26
- Längerfristige Budgetplanung, in: Handbuch der österreichischen Finanzpolitik, Festgabe für Wilhelm Weber zum 70. Geburtstag, herausgegeben von W. Weigel-E., Leitner-R. Windisch, Wien 1986, S. 269–284
- Die Erfahrung der Geldpolitik mit Wechselkurszielen am Beispiel Österreichs, in: Geldpolitische Regelbindung: theoretische Entwicklungen und empirische Befunde, Schriften des Vereins für Sozialpolitik, Berlin 1987, NF Band 161, herausgegeben von A. Gutowski, S. 31–62
- Voraussetzungen für die Aufrechterhaltung einer Hartwährungspolitik, in: Wirtschaftspolitische Blätter, Wien 1988, Heft 1, S. 47–57
- Die Argumente gegen einen EG-Vollbeitritt, in: Wirtschaftspolitische Blätter, Wien, 1988, Heft 3,S. 380–387
- Allgemeine Spielregeln statt punktueller Eingriffe, Die Wirtschaftsordnungspolitik in der Politikberatung, in: Die soziale Funktion des Marktes, Beiträge zum ordnungspolitischen Lernprozeß, Festschrift zum 60. Geburtstag von Alfred Klose, herausgegeben von G. Merk, H. Schambeck u. W. Schmitz, Berlin 1988, S. 45–52
- Devisenkontrollen für immer?, in: Marktwirtschaftliche Schriften des Carl-Menger-Instituts, Wien 1988, S. 37
- Die Gestaltung umweltpolitischer Rahmenbedingungen als Voraussetzung für einen intelligenten Tourismus, in: Revue de Tourisme, Bern 1989, no. 2, S. 13–16
- Geldwertsicherung und Wirtschaftsstabilität in einer kleinen Volkswirtschaft am Beispiel Österreichs, in: Geldwertsicherung und Wirtschaftsstabilität, Festschrift zum 65. Geburtstag von H. Schlesinger, herausgegeben von N. Bub, D. Duwendag, R. Richter, Frankfurt/Main 1989, S. 259–278
- Die Hartwährungspolitik unter Stephan Koren, in: Stephan Koren, Wirtschaftsforscher und Wirtschaftspolitiker in Österreich, 1919–1988, herausgegeben von W. Clement und K. Socher, Wien. 1989, S. 167–179
- European Monetary Integration – Consequences for International Monetary Reforms, Referat bei Tagung „Global Disequilibrium“, Montreal, Mai 1989, Working Paper
- Geldtheorie und Geldpolitik bei Haberler, in: Wirtschaftspolitische Blätter, G. von Haberler zum 90. Geburtstag, Nr. 4, 1990, S. 384–392 (Gottfried Haberler)
- Developing New Instruments for Restricting Winter Tourism in the Alps, zusammen mit P. Tschurtschenthaler in: Tourist Research as a Commitment, 1990, Year of the 4Oth AIEST-Congress and of The 25th Anniversary of Tourist Research Centre TRC. Editions AIEST, Vol. 32, St. Gallen (Suisse), S. 93–98
- Austro-Monetarismus, in: Austro-Keynesianismus, Festschrift für Hans Seidel zum 65. Geburtstag, herausgegeben von P. Mitter und A. Wörgötter, Heidelberg 1990, S. 46–57. https://link.springer.com/book/10.1007/978-3-642-51562-0
- Das Vorhaben einer Europäischen Währungsunion aus österreichischer Sicht, in: M. Weber (Hrsg.), Europa auf dem Weg zur Währungsunion, 1991, S. 369–391
- Stand von Lehre und Forschung der Tourismuswirtschaft aus dem Blickpunkt von Tirol, in: 50 Jahre touristische und verkehrswissenschaftliche Lehre und Forschung an der Hochschule St. Gallen, herausgegeben vom Institut für Tourismus und Verkehrswirtschaft, St. Gallen 1991, S. 113–127
- The Influence of Tourism on the Quality of Life in the Evaluation of the Inhabitants of the Alps, in: Revue de Tourism, Nr. 2/1992, S. 17–21. Socher, K. (1992), "The influence of tourism on the quality of life in the evaluation of the inhabitants in the Alps", The Tourist Review, Vol. 47 No. 2, pp. 17–21 https://doi.org/10.1108/eb058096
- Maastricht – Die Gefährdung Europas, in: Wirtschaftspolitische Blätter 3–4/1993, S. 434–440
- Handlungsspielräume der Wirtschaftspolitik in einer Währungsunion In: Beirat für Wirtschafts- und Sozialfragen (Hrsg.): Europäische Wirtschafts- und Währungsunion – Neue Rahmenbedingungen für die österreichische Wirtschaftspolitik. Nr. 7, 1994 S. 165-76
- Eine Einheitswährung für jene, die sie nicht brauchen? Überlegungen zur „Unlogik“ der Konvergenzkriterien der EU, in Neue Zürcher Zeitung, 11.4.1995
- How to Stop Inflation, zusammen mit Theresia Theurl in: Soumitra Sharma (ed), Macroeconomic Management, S. 178–202, Macmillan 1995
- Tourismuspolitik zur Unterstützung einer nachhaltigen Tourismusentwicklung: Probleme und Aussichten, zusammen mit Christian Smekal in: K.Weiermair (eds.) Alpine Tourism, Sustainability: Reconsidered and Redesigned. Proceedings of the International Conference at the University of Innsbruck, Studies in Tourism and Service Industry, Series 2: Tourism Development, Institut of Tourism and Service Economics, Innsbruck 1996, S. 311–315
- Wertewandel in der Theorie der Tourismuspolitik, in: Georges Fischer, Christian Lässer (Herausgeber), Theorie und Praxis der Tourismus- und Verkehrswirtschaft im Wertewandel. Festschrift zur Emeritierung von Prof. Dr. Claude Kaspar, (St. Galler Beiträge zum Tourismus und zur Verkehrswirtschaft, Reihe Tourismus, Bd. 30) Verlag Haupt, 1996, S. 159–176
- How not to get Olympic Games: Destination Management instead of Strategists. In: Revue de Tourism, no.2, 1997, S. 41–45
- Globalization and International Monetary and Capital Markets. In: John-Ren Chen (Ed.) Economic Effects of Globalization, (Smekal Festschrift), Ashgate 1998, p.31–43
- Positionspapier zu Wirtschaftsstandort Österreich – Globalisierung – Tourismus – Beschäftigung. In: Wirtschaftsstandort Österreich (Hrsg. H. Handler, Bundesministerium für wirtschaftliche Angelegenheiten, Sektion Wirtschaftspolitik) 1998, S. 95–101
- Reforming destination management organisations and financing. In: Revue de Tourisme, No. 2/2000, Seite 39–44
- Eingrenzung der EU-Integration. In: Christoph Badelt (Hrsg.): Aphorismen für den sozialökonomischen Fortschritt: gewidmet Werner Clement zum 60. Geburtstag, Frankfurt/M, Wien, Lang 2001. S. 235–246
- What are the tasks of the state in providing the framework for tourism? In: Tourism Review, vol. 56. No.1/2, 2001, p.57–60
- Die Österreichische Schule der Nationalökonomie und Austrian Economics. In: Wisu, das wirtschaftsstudium, 31. Jhg, Heft 1, Januar 2002, S. 122–128
- Destination management e politica normative – il ruolo die setttori di supporto: ambiente urbanistica, trasporti, formazione e cultura, zusammen mit Paul Tschurtschenthaler, in: H.Pechlaner, K.Weiermair (Hrsg.) Politica del turismo e destination management – Nuove sfide e strategie per le regioni dell’area alpina.Milano 2003. S. 85–104
- Ordnungspolitische Ansichten der „Austrian Economics“. In: Reinhard Neck (Hrsg.) Die Österreichische Schule der Nationalökonomie, Schriftenreihe der Karl Popper Foundation, Klagenfurt, Bd 4. Peter Lang, Internationaler Verlag der Wissenschaften, Frankfurt a. M. 2008. S. 177–187
- Reformen der Finanzmarkt- und Geld-Ordnung aus neo-liberaler Sicht. In: Wirtschaftspolitische Blätter, Manz/WKO, Wien 56. Jahrgang, Nr. 3/2009, „Finanzkrise“ S. 321–330
- International Institutions seen from the viewpoint of Austrian Economics. In: Progress in Development Studies, volume 9, issue 4, October 2009, Special issue: International Institutions, Twenty First Century Challenge, Pages 311–321
- Das Universalbanksystem und die Krise. Die Presse 13.4.2010
- Banken-Trennung verhindert Bankenkrisen, Bankensteuern und Überregulierung des Finanzmarkts. In: www.oekonomenstimme.ch, 14.4.2010
- Mit einem Trennbanksystem Bankenkrisen vermeiden. Wie ohne Banken-, Boni- und Transaktionssteuern und ohne Überregulierung ein stabiler Rahmen erreichbar wäre. In: Neue Zürcher Zeitung, Nr. 137, Fokus der Wirtschaft, S. 17, 17.6.2010
- Brauchen wir Einwanderung wirklich? Einwanderung erhöht nicht unbedingt den Wohlstand. In: www.genius.co.at, Sept./Okt. 2010
- Tücken der Volcker-Regel, Neue Zürcher Zeitung, Nr. 24, 29.1.2011
- Aufspaltung der Universalbanken: Krisenprävention oder gefährlicher Eingriff in das Bankensystem: Trennbanksystem vermeidet Krisen des Zahlungssystems, Belastung des Steuerzahlers und Überregulierung des Finanzmarktes. In: ifo-Schnelldienst, 21/2012, Ifo-Institut, München, S. 3–6 (https://www.ifo.de/DocDL/SD-21-2012.pdf)
- Socher, K.; Tschurtschenthaler, P. (2012): The Role and Impact of Mega-Events: Economic Perspectives —The Case of the Winter Olympic Games 1964 and 1976 at Innsbruck. In: Gold, John R.; Gold, Margaret M.: The Making of Olympic Cities. London; New York [u. a.]: Routledge (= Critical Concepts in Urban Studies), ISBN 978-0-415-55351-3, S. 103–117. https://www.routledge.com/The-Making-of-Olympic-Cities/Gold-Gold/p/book/9780415553513
- Die Europäische Union aus der Perspektive der Österreichischen Schule der Nationalökonomie. In: Armin J. Kammel, Barbara Kolm (Herausgeber): Die Österreichische Schule der Nationalökonomie aus österreichischer Perspektive. Metropolis Verlag, Hamburg 2018, S. 25–44. https://hayek-institut.at/product/oesterreichische_schule_aus-oesterreichischer_perspektive/
- Dem Brexit werden weitere Austritte folgen – Die Presse.com, 20.12.2018, https://www.diepresse.com/5549743/dem-brexit-werden-weitere-austritte-folgen
- Wie man offenen Streit an der EU-Spitze vermeiden könnte – DiePresse.com, 23.08.2022. https://www.diepresse.com/6180872/wie-man-offenen-streit-an-der-eu-spitze-vermeiden-koennte